# Paul Morrissey

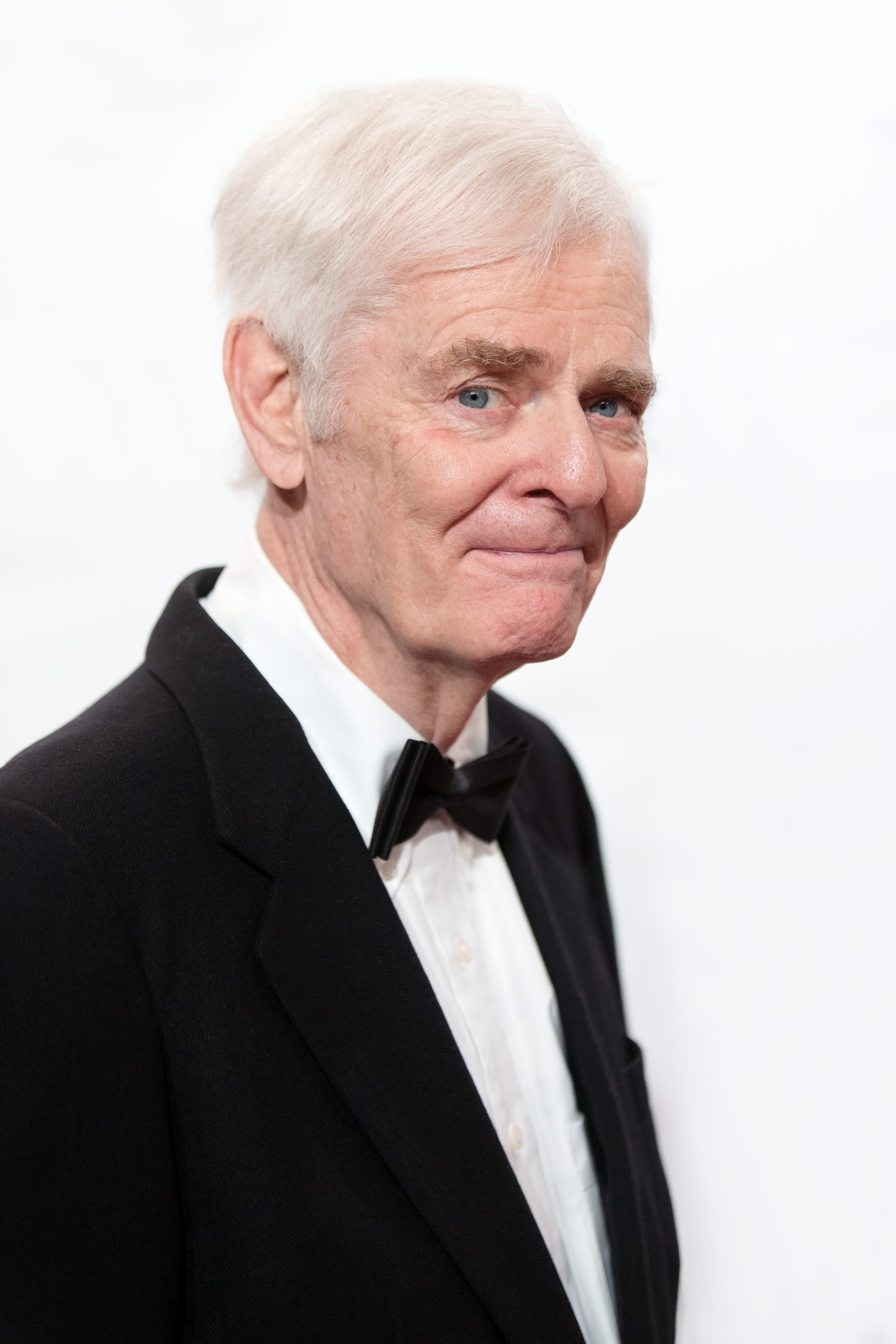
Paul Morrissey (2016)

Paul Morrissey (1967)

Paul Morrissey (* 23. Februar 1938 in New York City; † 28. Oktober 2024 ebenda) war ein amerikanischer Filmregisseur, der durch Filmproduktionen für Andy Warhol Ende der 1960er und Anfang der 1970er Jahre bekannt wurde. Morrissey galt, zusammen mit Gerard Malanga, als Entdecker der Musikgruppe The Velvet Underground, außerdem entdeckte und förderte er den Jungschauspieler Joe Dallesandro. Morrissey löste Malanga nach dessen Diskrepanzen mit Warhol Ende der 1960er als „rechte Hand“ des Pop-Art-Künstlers ab.

## Leben und Wirken
Morrissey entstammte einer streng katholischen Familie aus Yonkers, New York. Er erhielt eine Erziehung an der jesuitisch geprägten Fordham University in der Bronx. Nach seinem Studienabschluss arbeitete Morrissey kurzzeitig bei einer Versicherungsgesellschaft, anschließend als Sozialarbeiter beim New York City’s Department of Social Services in Spanish Harlem.

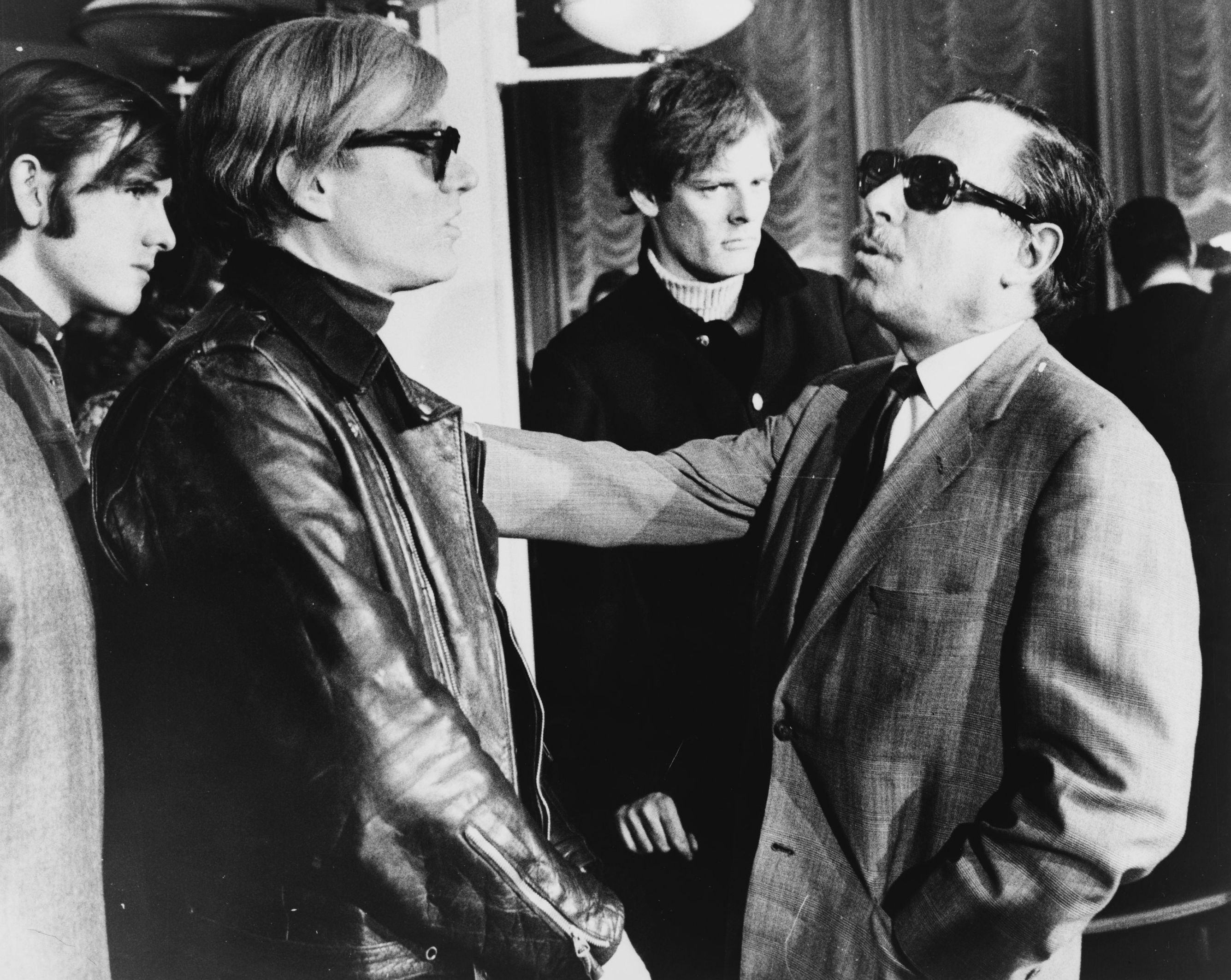
Andy Warhol, Tennessee Williams und Paul Morrissey im Hintergrund (1967)

Morrissey lernte Andy Warhol über den damaligen Factory-Mitarbeiter Gerard Malanga kennen, der ihn im Sommer 1965 zu einer Vorführung der Warhol-Filme Vinyl und Poor Little Rich Girl ins Astor Place Playhouse eingeladen hatte. Morrissey hatte sich zu diesem Zeitpunkt bereits selbst als Filmemacher versucht, sich mit dem Undergroundfilm beschäftigt und sich in den Kreisen der alternativen Filmemacher von New York bewegt. Seine eigenen Filme standen allerdings eher in der Tradition des Erzählkinos: Sie folgten nicht dem von Jonas Mekas propagierten Avantgarde-Film und galten in ihrer linearen Erzählweise eher als „rückschrittlich“, wie es der Warhol-Biograf David Bourdon schilderte. Andere Kritiker sehen Morrissey dennoch als Innovator, da er den New Yorker Avantgarde-Film mit den Formen eines klassischen Erzählkinos zusammenbrachte und ihn somit weiterentwickelte.
In der Folgezeit schloss sich Morrissey der Factory-Entourage an und wurde wegen seines Geschäftssinnes für Warhol schnell zum unentbehrlichen Mitarbeiter, der den bisherigen „Factory-Majordomus“ Gerard Malanga als rechte Hand Warhols ablösen sollte. Dabei war Morrissey für Werbung und Außendarstellung verantwortlich, etwa bei den „Exploding Plastic Inevitable“-Aktionen von Warhol und dem Studio. Morrissey war als bekennender Katholik und Konservativer eher eine ungewöhnliche Erscheinung in Warhols Umfeld. Er hatte eine Verachtung für Rockmusik, Hippies und Drogenkonsum und sorgte dafür, dass die Factory nicht länger Aufenthaltsort für Junkies und herumlungernde Partygäste war, die nichts Produktives beitrugen. Hingegen machte er Transsexuelle, ebenfalls oft Stammgäste bei Warhols Factory und Protagonisten seiner Filme, nie lächerlich; und trotz seiner Abneigung gegenüber Rockmusik war er einer der Entdecker und später der zeitweilige Manager der Musikgruppe The Velvet Underground.
Obwohl sich Andy Warhol ab circa 1968 – etwa zeitgleich mit dem Attentat von Valerie Solanas – aus dem Filmbereich zurückgezogen hatte, zeichnete Morrissey noch mehrere Jahre für Warhol-Filmproduktionen verantwortlich. Filme wie Flesh (1968), Trash (1970) oder Heat (1972) zeigten die jungen Hauptdarsteller, allen voran den von Warhol und Morrissey entdeckten Joe Dallesandro, als Prostituierte oder Drogenabhängige unter schwierigen Lebensumständen. Women in Revolt (1971) hatte die drei Transfrauen Jackie Curtis, Candy Darling und Holly Woodlawn als Hauptdarstellerinnen und stellte die Frauenbewegung satirisch dar. Typisch für diese günstig und schnell gedrehten Filme waren der Einsatz von nicht-professionellen Schauspielern, viele Nahaufnahmen, damals kontroverse oder neuartige Themen sowie eine Darstellung von alltäglichen Handlungen und Sprachweisen. Morrissey selbst bezeichnete diese Filme als „realistische Komödien“, welche die mitunter bizarren oder fragwürdigen Wege ihrer Protagonisten begleiten, aber diese nicht verurteilen, sondern oft mit einem freundlichen, faszinierten Blick darstellen. Über den Kontrast zwischen seinen Filmen, die die damalige Hippie-Jugendkultur, exzessiven Drogenkonsum oder offen gelebten Sex ohne einen verurteilenden Blick darstellten, und seinem konservativen Katholizismus äußerte er 1975 gegenüber Jonathan Rosenbaum in einem Interview:

„Ein Mensch ist ein sympathisches Wesen. Wie schrecklich ein Mensch auch sein mag, jemand mit dem Standpunkt eines Künstlers wird versuchen, seine Individualität ohne Herablassung oder Verachtung darzustellen. Das ist die natürliche Funktion eines Dramatikers. Die Filme, die ich gemacht habe, haben nichts mit dem zu tun, worüber ich jetzt rede. Sie sagen nicht: ‚Tu dies‘ oder ‚Tu das nicht‘. Sie schildern eine Art Leere in Menschen, die eine kulturelle Übergangszeit durchleben, in der sie nicht wissen, wer sie sind und was sie tun sollen.“

Zwei seiner bekanntesten Filme sind die ungewöhnlichen Horrorfilme Andy Warhols Frankenstein (1973) und Andy Warhol’s Dracula (1974), an denen jeweils Joe Dallesandro und Udo Kier in tragenden Rollen mitwirkten. Obgleich diese Filme (wie an dem deutschsprachigen Titel erkennbar) über den Namen Warhol vermarktet wurden, war Morrissey als Regisseur hauptverantwortlich für die Filme. Bald darauf kam es zum Bruch zwischen Warhol und Morrissey, eben da Letzterer sich nicht genug gewürdigt sah. In späteren Jahren äußerte sich Morrissey zunehmend kritisch über Warhol und meinte, dass viele von dessen angeblichen Werken von Mitarbeitern und Freunden geschaffen worden seien. Warhol habe seinen Namen dann dem fertigen Kunstwerk aufgesetzt, damit dessen Preis in die Höhe ging.
In England drehte Morrissey 1978 mit Der Hund von Baskerville eine Parodie auf Sherlock Holmes mit Peter Cook und Dudley Moore in den Hauptrollen. Die Krimikomödie, Morrisseys erster und einziger Ausflug zu einem Mainstream-Kinofilm, war allerdings kein Erfolg. In den 1980er-Jahren kehrte er wieder zum Independentfilm zurück und drehte eine Reihe von Filmen, die das New York der 1980er-Jahre zeigen und sich wieder den Außenseiterprotagonisten widmen. Bei den Filmen Forty Deuce (1982), Mixed Blood (1985) und Spike of Bensonhurst (1988) war der Dramatiker Alan Bowne sein Schreibpartner. Danach war Morrissey nur noch sehr sporadisch als Filmemacher tätig, unter anderem 2005 mit einem Dokumentarfilm über Veruschka Gräfin von Lehndorff. Insgesamt umfasst sein filmisches Schaffen als Regisseur 25 Filme bis zum Jahr 2010.
Paul Morrissey starb im Oktober 2024 im Alter von 86 Jahren in New York an einer Lungenentzündung. Er hinterließ einen Bruder sowie mehrere Nichten und Neffen.

## Filmografie
- 1966: Chelsea Girls
- 1967: I, a Man
- 1968: The Loves of Ondine
- 1968: Flesh
- 1968: Lonesome Cowboys
- 1968: San Diego Surf
- 1970: Trash
- 1971: Women in Revolt
- 1972: Heat
- 1973: Andy Warhols Frankenstein (Carne per Frankenstein)
- 1974: Andy Warhol’s Dracula (Blood for Dracula)
- 1978: Der Hund von Baskerville (The Hound of the Baskervilles)
- 1981: Madame Wang’s
- 1982: Forty Deuce
- 1985: Mixed Blood – Die Ratten von Harlem (Mixed Blood)
- 1985: Beethoven – Die ganze Wahrheit (Beethoven)
- 1988: Brooklyn Kid (Spike of Bensonhurst)
- 2005: Veruschka – Die Inszenierung (m)eines Körpers (Dokumentarfilm)
- 2010: News from Nowhere